# 白灼虾

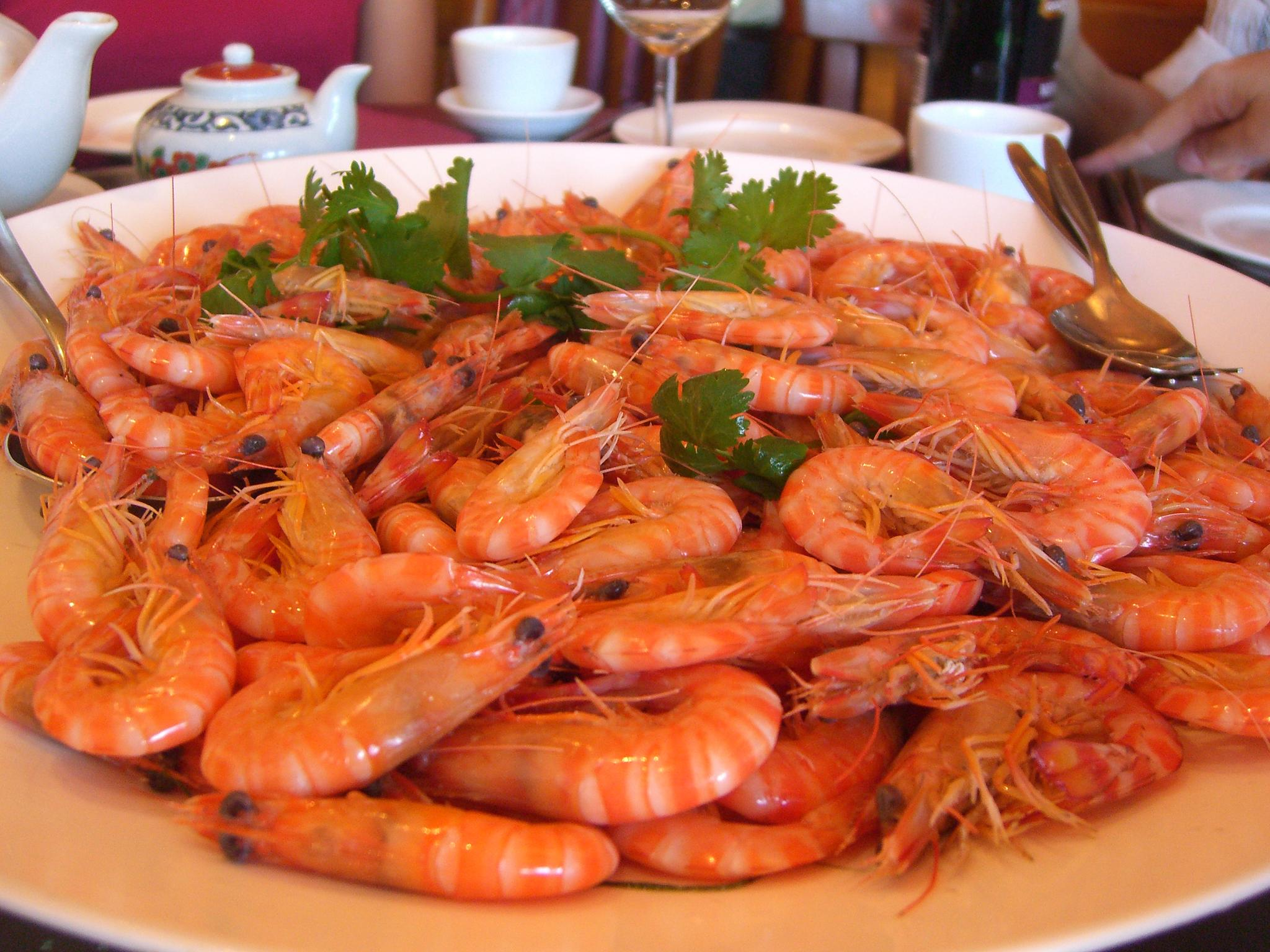

白灼虾，是中国粤菜中的一种。采用鲜虾为原料，经过“白灼”技法烹制，然后蘸酱油、蒜汁食用，特点是味鲜、肉嫩，保持了虾的原味。